# Giorgio Rossano
Giorgio Rossano (ur. 20 marca 1939 w Turynie; zm. 13 lutego 2016 w Viareggio) – włoski piłkarz, grający na pozycji pomocnika.

## Kariera piłkarska

### Kariera klubowa
W 1958 rozpoczął karierę piłkarską w drużynie Pordenone. W 1959 przeszedł do Juventusu, skąd w następnym sezonie został wypożyczony do Bari. W 1963 przeniósł się do Milanu. Następnie do 1966 występował w klubach Varese, Palermo i Chieri.

### Kariera reprezentacyjna
W latach 1960–1961 występował w młodzieżowej reprezentacji Włoch.
Zmarł w lutym 2016 w wieku 76 lat.

## Sukcesy i odznaczenia

### Sukcesy klubowe
Juventus
- mistrz Włoch (1x): 1959/60
- zdobywca Pucharu Włoch (1x): 1959/60

Milan
- zdobywca Pucharu Mistrzów (1x): 1962/63

Varese
- mistrz Serie B: 1963/64